# روبن ماجنانو
روبن ماجنانو (بالإسبانية: Rubén Magnano)‏ مواليد 9 أكتوبر 1954 في فيلا ماريا، الأرجنتين، هو مدرب كرة سلة أرجنتيني ولاعب سابق. يدرب منتخب البرازيل لكرة السلة.

## الإنجازات
- دوري كرة السلة الوطني الأرجنتيني : (1992، 1998، 1999، 2009)
- كأس أمريكا الجنوبية لكرة السلة للأندية : (1993، 1994)
- دوري أمريكا الجنوبية لكرة السلة : (1997، 1998)
- مدرب العام في دوري كرة السلة الوطني الأرجنتيني: (2000)

## سجل المنافسة
شارك في المنافسات التالية:
- كأس العالم لكرة السلة 2014
- الألعاب الأولمبية الصيفية 2004
- الألعاب الأولمبية الصيفية 2012
- الألعاب الأولمبية الصيفية 2016
- بطولة أمم الأمريكتين لكرة السلة 2013

## روابط خارجية
- روبن ماجنانو على موقع الدوري الإسباني لكرة السلة (الإسبانية)
- روبن ماجنانو على موقع أوليمبيديا (الإنجليزية)